# Воновия Рурштадион
«Воновия Рурштадион» (нем. Vonovia Ruhrstadion) — футбольный стадион, расположенный в немецком городе Бохум, Северный Рейн-Вестфалия. Является домашней ареной футбольного клуба «Бохум», выступающего в Бундеслиге. Вмещает 29 299 человек. В 2006—2016 годах носил название «Ревирпауэрштадион» (нем. rewirpowerSTADION).

## История
В 1911 ФК ТуС Бохум арендовал луг у местного фермера в качестве новой домашней площадки. Клуб провёл первый матч на новой площадке против ФК Хамм в присутствии 500 зрителей. ТуС Бохум не отстраивал стадион после Первой мировой войны.
Стадион имеет вместимость 29 299 человек. Изначальная вместимость составляла более 50 000, но она уменьшилась в результате модификаций стадиона.
Стадион расширялся в марте 1976 года и в июле 1979 года. Первый после увеличения матч, в котором «Бохум» принимал «Ваттеншайд», состоялся 21 июля 1979. Это расширение можно технически считать полным. Оно было выполнено по юридическим причинам.
Дэвид Боуи выступил на стадионе, во время своего тура, 15 июня 1983 года.
На стадионе состоялся матч Лиги чемпионов УЕФА между клубами ЦСКА (Москва) и «Рейнджерс», в декабре 1992 года. Матч был перенесён в Бохум по причине неблагоприятных погодных условий в Москве.
Пере началом сезона 2006/2007 был заключён контракт между футбольным клубом «Бохум» и коммунальным предприятием «Штадверке Бохум». По условиям соглашения стадион был переименован в «Ревирпауэрштадион» сроком на пять лет, до 2011 года. В 2011 году договор был продлён ещё на пять лет.
В 2016 году среди болельщиков «Бохума» проводилось голосование по выбору лучших игроков и тренеров клуба за всё время его существования. Участники символического «зала славы» были увековечены на домашнем стадионе — имена шестнадцати местных футбольных легенд украсили колонны, ведущие ко входу в арену.
В 2004 году бохумская арена принимала матчи чемпионата Европы U-21. В том числе финал турнира, в котором сборная Италии обыграла Сербию и Черногорию со счётом 3:0.
В 2011 году на стадионе проходили матчи группового этапа чемпионата мира среди женщин.
в 2016 году стадион сменил спонсорское название на «Воновия Рурштадион». Vonovia — крупнейший немецкий оператор недвижимости, входящий в индекс DAX.
| 2 июля 1922      | 0:0 | Венгрия   | Товарищеский                      |
| 23 сентября 1981 | 7:1 | Финляндия | квалификация чемпионата мира 1982 |
| 11 мая 1986      | 1:1 | Югославия | Товарищеский                      |
| 14 апреля 1993   | 6:1 | Гана      | Товарищеский                      |